# Отченашенко, Светлана Ивановна
Светлана Ивановна Отченашенко (в замужестве Светлана Харабет; 7 июля 1945, с. Исковцы или с. Сенча, Полтавская область — 7 апреля 2022, Мариуполь) — советская и украинская театральная актриса. Заслуженная артистка Украинской ССР (1972), народная артистка Украины (2001). Актриса Донецкого академического областного драматического театра (город Мариуполь).

## Биография
Родилась в селе Исковцы (по другим данным — в селе Сенча) Лохвицкий район, Полтавская область, Украинская ССР, СССР. У отца было три высших образования: окончил учительский институт, Высшую партийную школу и сельскохозяйственный институт. Занимал должность главы колхоза. Родители познакомились в военном госпитале, куда отец попал после ранения и где работала медсестрой мать. Мать родом из Ленинградской области.
Среди воспоминаний детства — кино раз в месяц в землянке, выполнявшей роль сельского клуба и радиопередача «Театр у микрофона». Молодая Светлана принимала участие в школьной самодеятельности. Раз в два года мать вывозила дочь из села в Ленинград, где водила в театр. Впечатления от театра и спектаклей с его комплексным художественным влиянием на сознание станут сильнейшими воспоминаниями юности. Видела на сцене живых Ольхину и Иннокентия Смоктуновского в спектакле «Идиот» в Большом драматическом театре.

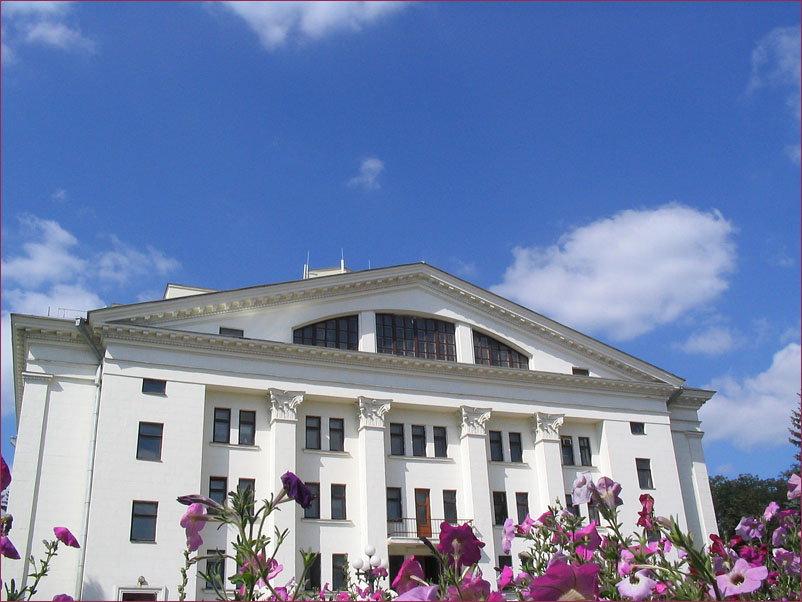
Донецкий академический областной драматический театр

Начала получать образование в московском ВГИКе, но не выдержала напряжения мегаполиса и переехала в Киев, где поступила в студию театра им. Ивана Франко. Среди преподавателей были Михаил Покотило (1906—1971), народный артист Украины Константин Степанков (1928—2004). По окончании студии работала в Полтавском театре, но как начинающая играла в мелких ролях. В 1984 году окончила Ленинградский государственный институт театра, музыки и кинематографии.
Молодую актрису ввели в ряд ведущих ролей в театре в городе Мариуполь, который быстро набрал значительную художественную высоту среди театров юга Украины. Диапазон репертуара — от сказок до мировой и отечественной классики (Лопе де Вега, Мольер, Антон Павлович Чехов). Создала образы Виктоши («Сказки старого Арбата»), Дианы («Собака на сене»), Аркадиной («Чайка»), Раневской («Вишнёвый сад»), Марии Каллас («Мастер-класс»). Общее количество ролей, сыгранное актрисой в театре, превысило сто тридцать. Гастролировала с мариупольским театром по городам СССР.
За всю карьеру только один раз снялась в кино — в сериале «Колдовская любовь» 2008 года.
Принимала активное участие в создании библиотеки Мариупольского театра вместе с заведующим труппой Нелли Искаковой. Разбиралась в поэзии, чувствовала красоту слова.
Муж — Ефим Харабет, скульптор и медальер, заслуженный деятель искусств Украины.
Умерла 7 апреля 2022 года в городской больнице № 2 Мариуполя. Причиной смерти стал отёк лёгких.

## Награды и признание
- 1972 — заслуженная артистка Украинской ССР
- 2001 — народная артистка Украины
- 2005 — премия им. Марии Заньковецкой Украинского театрального общества — за значительный вклад в развитие театрального искусства